# Idiodes homophaea
Idiodes homophaea är en fjärilsart som beskrevs av Turner 1906. Idiodes homophaea ingår i släktet Idiodes och familjen mätare. Inga underarter finns listade i Catalogue of Life.